# 카파주
카파주는 에티오피아 연방을 이루는 주 가운데 하나였다. 1995년에 오로미아 주와 남부 국가 민족 주로 나뉘었다. 이 지역이 커피의 원산지라고 한다.
2021년 9월, 카파족은 에티오피아의 11번째 지역인 남서부라고 불리는 카파와 5개의 다른 인근 행정 구역으로 구성된 새로운 지역을 만들기 위한 국민투표를 실시한다.

## 같이 보기
- 에티오피아의 역사